# Shin Megami Tensei: Digital Devil Saga
Shin Megami Tensei: Digital Devil Saga (DDS), conocido en Japón como Digital Devil Saga: Avatar Tuner (Digital Devil Saga アバタール・チューナー Dejitaru Debiru Sāga Abatāru Chūnā), es un videojuego de rol para PlayStation 2 desarrollado por Atlus que se lanzó en Japón el 15 de julio de 2004. En España, su fecha de lanzamiento fue el 21 de julio de 2006 para PlayStation 2 y el 4 de junio de 2014 para el sistema de descarga PlayStation Network. Consiste en un spin-off o sub-saga de la serie de videojuegos Megami Tensei. La historia trata sobre el cambio que sufren los habitantes del universo de Digital Devil Saga cuando adquieren la habilidad de transformarse en demonios y se ven obligados a devorarse los unos a los otros para poder sobrevivir. La historia de Digital Devil Saga continúa en su secuela directa: Shin Megami Tensei: Digital Devil Saga 2.
Algunas características destacables del juego son la capacidad de metamorfosearse en las formas de demonio y humano en las batallas y el retorno del sistema de explotación de debilidades, ya presente en Shin Megami Tensei: Lucifer's Call. La capacidad de poder cambiar habilidades equipadas en lugar de conseguirlas automáticamente al subir de nivel es una de las mayores diferencias entre Lucifer’s Call y Digital Devil Saga. En contraste con Lucifer’s Call, las habilidades que no se aprenden no se pierden para siempre, lo que permite una mayor personalización de los personajes. El juego presenta un sistema para mejorar a los personajes mediante mantras en el que el Macca, la divisa utilizada en DDS que se gana después de cada batalla, puede usarse para descargar nuevos mantras desde una terminal para guardar partida.
El juego se diseñó para atraer a un público más general que el de las obras precedentes de Atlus. Por esta razón, la jugabilidad es menos compleja que en los anteriores juegos de la saga y la trama es más acorde a los gustos del jugador casual. El juego fue bien recibido por las revistas especializadas, que alabaron la trama y los elementos de jugabilidad, aunque el ratio de batallas y el cliffhanger del final recibieron críticas negativas.

## Jugabilidad
En lugar de invocar demonios y usarlos en batalla, como ocurre en la mayoría de entregas de esta saga, los personajes de Digital Devil Saga pueden transformarse en un único demonio representativo de su “Atman”. Mientras el protagonista puede asignar puntos de estatus a voluntad, los otros personajes principales tienen ciertas especializaciones. Cada jugador puede aprender habilidades de una de cuatro categorías posibles: Physical (Físico), Magic (Magia), Shield (Protección) y Auto (Automático). Estas habilidades se ganan primero al comprar “Mantras” mediante la divisa Macca y después al dominarlas a través de los “AP” (Atma Points), que se obtienen de los enemigos derrotados. Se pueden equipar un máximo de ocho habilidades. Si dos personajes o más equipan una habilidad determinada pueden realizar un combo o una versión más fuerte de esta. Aunque principalmente las batallas se centran en manejar las formas de demonio de los personajes, también se puede luchar en forma humana y usar armas de fuego convencionales como pistolas o metralletas, a las que se pueden equipar diferentes tipos de munición. Un personaje humano puede llevar a cabo un ataque combinado con otro personaje en forma de demonio para realizar un ataque nuevo.
El sistema de batalla por turnos ofrece a cada personaje un símbolo para representar su turno. Un personaje puede ceder el turno al siguiente para realizar una acción, pero no se puede pasar turno más de una vez. Si se explota una debilidad elemental de un enemigo, se gana un turno extra. Se pueden ganar hasta tres turnos extras explotando debilidades; no obstante, si el enemigo resiste al ataque, se pierde el turno.
Principalmente, Digital Devil Saga continúa con el sistema de magias utilizado en los anteriores juegos de Megami Tensei. Nueve atributos mágicos están presentes en el juego. Las magias de hielo (Bufu) y las de electricidad (Zio) pueden “congelar” y “aturdir” respectivamente, mientras que las magias de sacro (Expel) reducen en un determinado porcentaje los hit points (puntos de vida) de un enemigo y las magias de muerte (Death) pueden causar muerte instantánea. También hay magias que pueden causar estados alterados a los enemigos. Asimismo, se pueden encontrar otros atributos en el juego como el ataque físico y la habilidad "Devour" (devorar), que no están clasificados como magia. Si se devora a un enemigo con "Devour", el personaje gana una cantidad bastante mayor de "AP"; comer en exceso provoca un estado de enfermedad que solo se puede prevenir mediante una habilidad determinada.
Las "Small Karma Terminals", que se encuentran repartidas por todo el mundo, permiten al jugador guardar la partida, mientras que las "Life Terminals" recuperan la salud del jugador y restauran los puntos de magia a cambio de Macca. El jugador puede teletransportarse desde una "Small Karma Terminal" a una “Large Karma Terminal”, las cuales permiten al jugador recuperarse y guardar el juego, pero no se pueden teletransportar de nuevo a las terminales menores. Los “Vendors” permiten que el jugador compre y venda productos, como las valiosas “Cells”, a cambio de Macca.
El “Solar Noise”, que se muestra en la parte superior izquierda de la pantalla, afecta al precio de las “Cells” y de otras variables en la batalla.

## Argumento

### Personajes y mundo
Digital Devil Saga tiene lugar en el Junkyard, un páramo vasto y post-apocalíptico donde nunca para de llover. Todos los residentes del Junkyard se adhieren a elementos del hinduismo y parecen ser reencarnaciones semiconscientes de sus vidas pasadas. Las seis tribus principales, los Embryon, los Vanguards, los Maribel, los Solids, los Brutes y los Wolves, luchan, después de que una misteriosa entidad se lo ordene, para devorarse unos a otros y ascender a Nirvana. Serph es el líder de la tribu de los Embryon. Es un protagonista silencioso que no parece sentir emociones y es el personaje principal del juego. Sera es una chica misteriosa que llega al Junkyard dentro de un extraño objeto oval sin ningún recuerdo de su vida anterior. Ambos están acompañados por Heat, el vicecomandante no oficial de Serph, el cual es muy violento y está enamorado de Sera, pero su amor no es correspondido. Argilla es la francotiradora experta de los Embryon, es una mujer bondadosa que rechaza inmediatamente la idea de devorar a otros. Sin embargo, se da cuenta de que, si quiere proteger a Sera y sobrevivir, es un mal necesario. Los fríos cálculos y análisis de Gale hacen de él el estratega del grupo, siempre presenta una visión objetiva y científica de todos los acontecimientos. Cielo, otro miembro clave de los Embryon, es alegre y tiende a actuar sin pensar, lo que ayuda a aliviar tensiones entre el grupo en numerosas ocasiones. Todos se convierten en aliados de Sera, que se distingue de los demás ciudadanos del Junkyard por su cabello negro, porque no tiene un "Tag Ring" (anillo de identificación) y porque canta de una manera extraña que parece calmar a los habitantes del Junkyard.

### Historia
El juego empieza con una conversación entre dos entidades desconocidas. Una de ellas afirma que está a punto de liberar el poder de los demonios que las personas llevan dentro de sí, lo que sorprende a la otra entidad. En el Junkyard, Serph y su grupo luchan contra los Vanguards por un extraño objeto con forma oval que cae del cielo. A causa de las explosiones, el objeto se abre, lo que hace que todos los personajes queden marcados por su luz y adquieran la habilidad de metamorfosearse en demonios, reciban la orden de devorar a los demás y tengan un hambre insaciable. En el cráter que ha dejado el extraño objeto tras la explosión se revela a una chica desnuda envuelta en una luz blanca. Los Embryon recogen a la misteriosa chica y vuelven a su base con ella.
Sin saber lo que realmente ha ocurrido cuando se ha abierto el misterioso objeto, los Embryon deciden preguntar a Harley, el líder de los Vanguards, qué ha pasado. Serph, Argilla y Heat viajan hasta la base de los Vanguards, donde encuentran a un Harley aterrorizado. Afirma que la tribu de Serph, en un ataque de locura, devoró a sus hombres y huye en cuanto los Embryon se vuelven a transformar en demonios. Los Embryon toman la tierra de los Vanguards después de derrotar a Harley. En la base de los Embryon, la chica desconocida, que afirma se llamarse Sera, canta una extraña canción que apacigua el hambre de los demonios y evita que Gale se vuelva violento, ya que parece ser que los habitantes del Junkyard no son capaces de controlar totalmente sus nuevos poderes.
Una entidad que parece estar a cargo del Junkyard ordena a los líderes de cada tribu que vayan hacia el Karma Temple (Templo Karma), territorio neutral, para recibir instrucciones. Sin embargo, una misteriosa mujer que se hace llamar Angel, les ordena que usen sus poderes para derrotar a las otras tribus y poder ascender así a Nirvana con Sera, que tiene el poder de calmar el hambre permanente de los demonios. Después de aliarse con la tribu Maribel, los Embryon invaden la ciudadela de la tribu de los Solids, pero llegan demasiado tarde para evitar que su líder, Mick, derrote a la líder de la tribu Maribel, Jinana. Acto seguido, Jinana se transformará en demonio y estará fuera de control, atacando a los Embryon, perdiendo contra estos. Los Solids atacan la base de los Maribel para distraer a los Embryon, entonces capturan a Sera y la llevan a su gran castillo, que se encuentra en un parque de atracciones abandonado. En la cima del castillo, Cielo salva a Sera y los Embryon matan a Mick.
Los Embryon planean derrotar a los Brutes atrapándolos en un barco de crucero embarrancado en una playa y aparejado con bombas. Se revela que Varin Omega, el líder de los Brutes que ahora se hace llamar Coronel Beck, asegura conocer los secretos de Angel y quiere marcharse del Junkyard. Por su parte, Angel ha ordenado el cierre del Junkyard. Los Brutes destrozan a los Wolves, lo que los convierte en la última tribu que los Embryon tienen que derrotar. Después de que Lupa, el líder de los Wolves, sea derrotado y muera, Gale empieza a tener recuerdos de su vida pasada a raíz de unas palabras de Lupa, el cual asegura que tiene un hijo a pesar de que en el Junkyard no hay niños.
A medida que los residentes del Junkyard empiezan a tener recuerdos extraños sobre la vida en la era contemporánea, el grupo llega a la base de los Brutes, una mansión con un aspecto muy diferente al del resto de edificios del Junkyard. Después de derrotar a Varin, este asegura que Serph había devorado a Argilla en su vida pasada y que todo el grupo ya murió en Nirvana, nombrando así a Sera como el diablo. Sera escapa al Karma Temple y toma el control del templo mientras los Embryon la siguen. En la cima del templo, Angel aparece con forma humana y libera un virus informático con el que amenaza con eliminar el Junkyard por completo si Sera no vuelve con ella. Sin embargo, llegan los Embryon y, después de librarse del control de Angel, consiguen destruir su forma última, Harihara, y el virus. El Junkyard, un mundo virtual, desaparece por completo y todos los personajes caen al vacío. El final del juego revela que han llegado a Nirvana, el “mundo real”.

## Desarrollo
Digital Devil Saga se anunció por primera vez en febrero de 2004 en la versión del director japonesa de Shin Megami Tensei: Lucifer's Call. El juego se creó, en parte, para hacer que la saga de Megami Tensei fuera accesible a un público más amplio, pero “manteniéndose fiel a las raíces” de la franquicia, la cual carece de seguidores en Occidente, en contraposición con su gran popularidad en Japón.
Bill Alexander, vicepresidente de Atlus, pensó que este juego podría ser interesante para los fanes de la saga Final Fantasy que estuvieran cansados de la “típica trama del héroe que salva al mundo”. Yu Namba, de Atlus, disfrutó personalmente de varias partes de esta oscura historia, como la de los héroes forzados a consumir otras personas para poder sobrevivir. Según su opinión, la trama suena muy gore y cruel, pero, en realidad, no es tan diferente de cómo vivimos nuestras vidas cuando comparamos la historia con la vida real.
Cada personaje fue diseñado de manera que fueran personas desabridas que despiertan emociones después de convertirse en demonios. Heat es el personaje preferido de Bill Alexander, porque es “uno de los personajes de videojuego más guays que conozco, a pesar de que técnicamente no es el personaje principal”.
El juego ha tenido un gran valor de producción por los conocidos actores de doblaje, por las detalladas escenas de vídeo y porque se tuvo mucho cuidado a la hora de sincronizar el diálogo con los movimientos de la boca. La mecánica de batalla también se hizo más flexible y menos exigente que en Shin Megami Tensei: Lucifer's Call, que estaba más enfocado hacia un tipo de jugador más experto o jugador hardcore. A pesar de que hubo varios retrasos durante la creación del videojuego, fue algo positivo para Atlus, ya que les permitió corregir errores de software.
Para que fuera interesante para los fanes de la popular sub-saga Persona y otros juegos publicados por Atlus, decidieron incluir a su mascota, Jack Frost, como demonio en el juego. Gail Salamanca, de la misma compañía, concluyó que Digital Devil Saga “condensa los temas de Shin Megami Tensei en un RPG más accesible”.
El juego utiliza los diseños del artista japonés Kazuma Kaneko. El Junkyard se creó de tal forma que transmitiera “el sentimiento de desesperación que sienten los personajes una vez despiertan sus emociones”. Atlus piensa que los fanes tendrán empatía con los personajes del juego debido a lo detallados que están los gráficos.

### Banda sonora
El grupo Etro Anime fue el encargado de la canción que suena en la introducción de la versión americana del juego, y Houko Kuwashima canta “Pray”, la canción que suena en la introducción de las versiones japonesa y europea de Digital Devil Saga.
La banda sonora de Shin Megami Tensei: Digital Devil Saga se lanzó el 24 de septiembre de 2004, bajo el sello Frontier Works. La composición estuvo a cargo principalmente de Shōji Meguro, aunque también incluye cinco composiciones de Kenichi Tsuchiya y la versión americana de la canción de la introducción. Salió a la venta por separado y también junto a la versión norteamericana del juego. La banda sonora completa se relanzó dentro de la compilación de cuatro discos DIGITAL DEVIL SAGA ~Avatar Tuner~ 1 & 2 Original Sound Track: Integral el 22 de diciembre de 2005 por Five Records.
| Digital Devil Saga: Avatar Tuner Soundtrack (76:26) |
| --------------------------------------------------- |
| 1. "Pray"                                           |
| 2. "Muladhara"                                      |
| 3. "Svadhisthana"                                   |
| 4. "Manipura"                                       |
| 5. "Sahasrara"                                      |
| 6. "Anahata"                                        |
| 7. "Ajna"                                           |
| 8. "Hideout of the Chickens"                        |
| 9. "Hunting Field"                                  |
| 10. "Hunting Field - The Second Movement"           |
| 11. "Man's Tomb"                                    |
| 12. "Man's Tomb - The Second Movement"              |
| 13. "Sand Castle"                                   |
| 14. "Steel Coffin"                                  |
| 15. "Steel Coffin - The Second Movement"            |
| 16. "River of Samsara"                              |
| 17. "River of Samsara - The Second Movement"        |
| 18. "Sweet Home"                                    |
| 19. "Spider's String"                               |
| 20. "Spider's String - The Second Movement"         |
| 21. "Karma Terminal"                                |
| 22. "Mantra"                                        |
| 23. "Configuration"                                 |
| 24. "Big Battle - Prelude"                          |
| 25. "Karma"                                         |
| 26. "Hunting"                                       |
| 27. "Big Battle"                                    |
| 28. "Hunting-Compulsion"                            |
| 29. "Hunting-Comrades"                              |
| 30. "Hunting-Rare Devil"                            |
| 31. "Hari-Hara"                                     |
| 32. "Hari-Hara - The Second Movement"               |
| 33. "End Theme"                                     |

### Doblaje
| Personaje | Japonés           |
| --------- | ----------------- |
| Serph     | Kenji Nojima      |
| Sera      | Hōko Kuwashima    |
| Heat      | Hikaru Midorikawa |
| Argilla   | Yumi Tōma         |
| Gale      | Hideyuki Hori     |
| Cielo     | Hiroaki Miura     |

## Recepción y críticas
Digital Devil Saga recibió críticas mayoritariamente positivas por parte de la prensa especializada. Tiene una nota media de 80.80% en GameRankings y un 78 de 100 en Metacritic. El redactor de Gaming Age, Travis Dwyer, escribió que la historia era “memorable” y que aportaba “esa frescura tan necesaria en los videojuegos de hoy en día”, destacando el sistema de batalla. Bethany Massimilla, de GameSpot, también alabó el sistema de batalla y el “intrigante” mundo en el que se desarrollaba el juego, pero criticó la alta frecuencia de combates aleatorios, la cual “roza el absurdo” y que el juego terminara con un clímax que no se resolvería hasta la segunda parte. De la misma forma, Jeremy Duhnam, de IGN, elogió el argumento pero criticó que el juego no tuviera un final y que fuera necesario comprar la segunda parte para saber cómo acaba su apasionante historia. Rob Fahey, de Eurogamer, afirmó que la historia era “excelente, madura y absorbente, nada que ver con las fantasías épicas de otros juegos del género” pero a su vez expresó unas críticas similares a las de los demás expertos. En la publicación en línea española Meristation, el juego recibió una nota de 8 sobre 10. Se alabó su argumento, al que se comparó favorablemente con el de la saga Final Fantasy, su jugabilidad y el diseño artístico del juego, obra de Kazuma Kaneko. No obstante, también recibió críticas negativas por su linealidad y por llegar a España sin traducir al castellano. En la página española Vandal Online tiene una puntuación media de 7,92 por parte de los usuarios.
Ambos Digital Devil Saga recibieron el premio de G4TV "X-Play's Mejor Juego de Rol de 2005". En 2010, Digital Devil Saga y su secuela, Digital Devil Saga 2, acabaron en lo más alto de la lista de los mejores veinte juegos de rol de la década de RPGFan.
Durante 2004, el juego vendió más de 150.000 unidades en Japón. No obstante, como ocurrió con Shin Megami Tensei: Lucifer's Call, en Occidente no consiguió el mismo éxito que otras sagas RPG de renombre como Dragon Quest o Final Fantasy debido a estar destinado a un sector de población con experiencia en juegos del género.
En España el juego se distribuyó a través de Ghostlight en las principales cadenas de videojuegos como GAME o GameStop y contó con unas ventas decentes teniendo en cuenta que llegó en inglés y su estatus de juego de nicho.

## Productos relacionados
La escritora japonesa Yu Godai, creadora de la historia original del juego, publicó una serie de novelas cortas de cinco volúmenes llamadas Quantum Devil Saga: Avatar Tuner (クォンタムデビルサーガ　アバタールチューナー). La acción transcurre en el mundo de Digital Devil Saga y expande la historia de los videojuegos. El primer volumen de estas novelas se lanzó en Norteamérica el 31 de julio de 2014 y ha sido traducido al inglés por Kevin Frane.
Existe también un RPG conocido como Digital Devil Saga: Avatar Tuner: A's TEST Server (デジタル・デビル・サーガ アバタール・チューナー A's TEST Server) publicado por Atlus y Bbmf a través del servicio Megaten α service y desarrollado por Interactive Brains para móviles. A's TEST Server es una historia original que tiene lugar también en el mundo de la compilación Digital Devil Saga. Empieza con Serph despertando en una enorme torre sin memoria. El jugador asume el papel de Serph mientras intenta averiguar qué ocurrió con sus recuerdos.
Como ocurre con muchos juegos de rol japoneses, se lanzó un artbook acompañado de una guía oficial del juego de 128 páginas con todos los diseños de Digital Devil Saga llamado Shin Megami Tensei: Digital Devil Saga Official Guide Book. De momento no hay planes sobre su lanzamiento fuera de Japón.